# Pedro Puerta
Pedro Ramón Puerta (Apóstoles, 8 de febrero de 1988) es un abogado, empresario y político argentino, que fue diputado en la Cámara de Representantes de Misiones desde el 10 de diciembre de 2023 hasta el 4 de julio de 2025.El fundador del Partido Activar oficializó su dimisión tras meses de ausencia en la Cámara.No volvió al recinto luego de que estallara el escándalo judicial que involucró a su exaliado Germán Kiczka, condenado por delitos vinculados a material de abuso sexual infantil (MASI).

## Educación y Formación
Nacido en Apóstoles, Pedro Puerta se graduó como abogado en 2013 en la Universidad de Belgrano. 
Puerta demostró un interés particular en el derecho electoral, culminando en su diplomatura en Derecho Electoral en la Universidad Austral de Buenos Aires en 2016. Su compromiso con la materia se evidenció en su participación activa en el seminario de actualización en campañas electorales en 2017 y en el Seminario Permanente sobre procesos electorales en Pandemia y Post Pandemia, en la Universidad Nacional de General San Martín en 2020.[cita requerida]
En 2019 efunda espacio Social Club, un canal de streaming y radio que representa una propuesta innovadora en la provincia de Misiones.El 9 de octubre de 2024, el periodista Gustavo Añibarro, en el programa «El Periodista» del Canal 12 de Posadas, afirmó que el logo del Partido Activar incluye similitudes con un símbolo pedófilo. En el que se incluye dentro de las líneas del mate el símbolo denominado «Little Boy Lover» (en español: «amante de los niños pequeños») por documentos del FBI, siendo estos documentos publicados en 2007 por WikiLeaks.

## Trayectoria Política
En 2017 incursiona por primera vez en política, presentándose como candidato a Diputado Nacional. En 2018 funda Activar, se presenta como candidato a Diputado Nacional, y no resulta electo. En su lugar, en 2021, ingresa Florencia Klipauka Lewtak, de Activar.
En 2023 encabeza la lista de diputados provinciales de Misiones, por la alianza Juntos por el Cambio, donde finalmente resulta electo. En esa elección su partido gana la intendencia de Concepción de la Sierra,[cita requerida] y se convierte en el único municipio de la provincia que no controla el partido oficialista.
Desde el 10 de diciembre de 2023, Pedro Puerta asume su rol como diputado en la Cámara de Representantes de Misiones. Además de su papel político, preside la Fundación Mejor Innovar, dedicada a la investigación y propuestas de políticas públicas en áreas como educación, conectividad y producción en la provincia.

### Diputado Provincial
Puerta, en su rol como diputado provincial, ha impulsado una amplia gama de iniciativas legislativas, enfocadas en áreas como cultura, educación, salud y derechos sociales. [cita requerida]Se incluyen declaraciones de apoyo a eventos culturales, y ha promovido leyes para la adhesión a normativas nacionales, como la Ley 27.742, e impulsado campañas de concientización sobre el uso seguro de tecnologías y redes sociales.
Puerta también ha trabajado en temas de educación, proponiendo la incorporación de la enseñanza de técnicas en educación vial a la currícula escolar, y ha expresado su preocupación por la situación económica de los productores yerbateros en Misiones. En el ámbito de la salud, ha solicitado al Poder Ejecutivo provincial que adopte medidas para mejorar las condiciones salariales de los docentes y del personal de salud pública.
Otro de sus enfoques ha sido el fortalecimiento de la infraestructura y el transporte en la provincia, promoviendo la implementación del Sistema Único Boleto Electrónico Nacional (SUBE) [cita requerida]en Misiones y gestionando la ampliación de la capacidad de carga de la tarjeta Servicio Urbano Boleto Electrónico Misionero. Además, ha impulsado la comunicación con el Poder Ejecutivo para que se informe sobre cuestiones relevantes como la prohibición del uso de glifosato, el estado de obras en escuelas rurales, y la situación de cooperativas de servicios.

## Vida personal
En enero de 2025 anunció su compromiso con Karen Fiege, diputada provincial, con quien mantiene una relación desde 2017. Tene previsto casarse en abril de 2025 en un hotel de Puerto Iguazú. Su relación con Fiege ha sido destacada en los medios debido al contraste político de ambos en la provincia de Misiones. A fines de enero Fiege decidió renunciar a su banca.
Fue reconocido con el Premio Konex de Platino en la disciplina Legisladores por el Período 2008-2017.

## Controversias
En agosto de 2024, la detención del aliado político de Puerta, Germán Kiczka, quien se encontraba procesado junto a su hermano por pedofilia,trajo consigo la difusión de antiguos videos del programa radial “Social Club” de Apóstoles, en los cuales Kiczka y los participantes realizaban comentarios informales sobre “técnicas para conquistar” a jóvenes, incluyendo menciones al uso de un supuesto tranquilizante en el mate que permitiría drogar y adormecer a mujeres para abusar sexualmente de ellas.Estos comentarios generaron críticas en redes sociales y declaraciones de figuras públicas, como el abogado Mauricio D’Alessandro, quien calificó las expresiones como inapropiadas y repudiables.Puerta, quien conducía el programa en esa época, sostuvo que dichas afirmaciones fueron realizadas en un contexto humorístico y sin intención de incitar a conductas ilegales.